# Eiji Satō
Eiji Satō (jap. 佐藤 英二 Satō Eiji; ur. 8 kwietnia 1971) – japoński piłkarz występujący na pozycji pomocnika.

## Kariera klubowa
Od 1990 do 2002 roku występował w klubach Urawa Red Diamonds, Fukushima FC i Sony Sendai.